# Rashōmon (racconto)

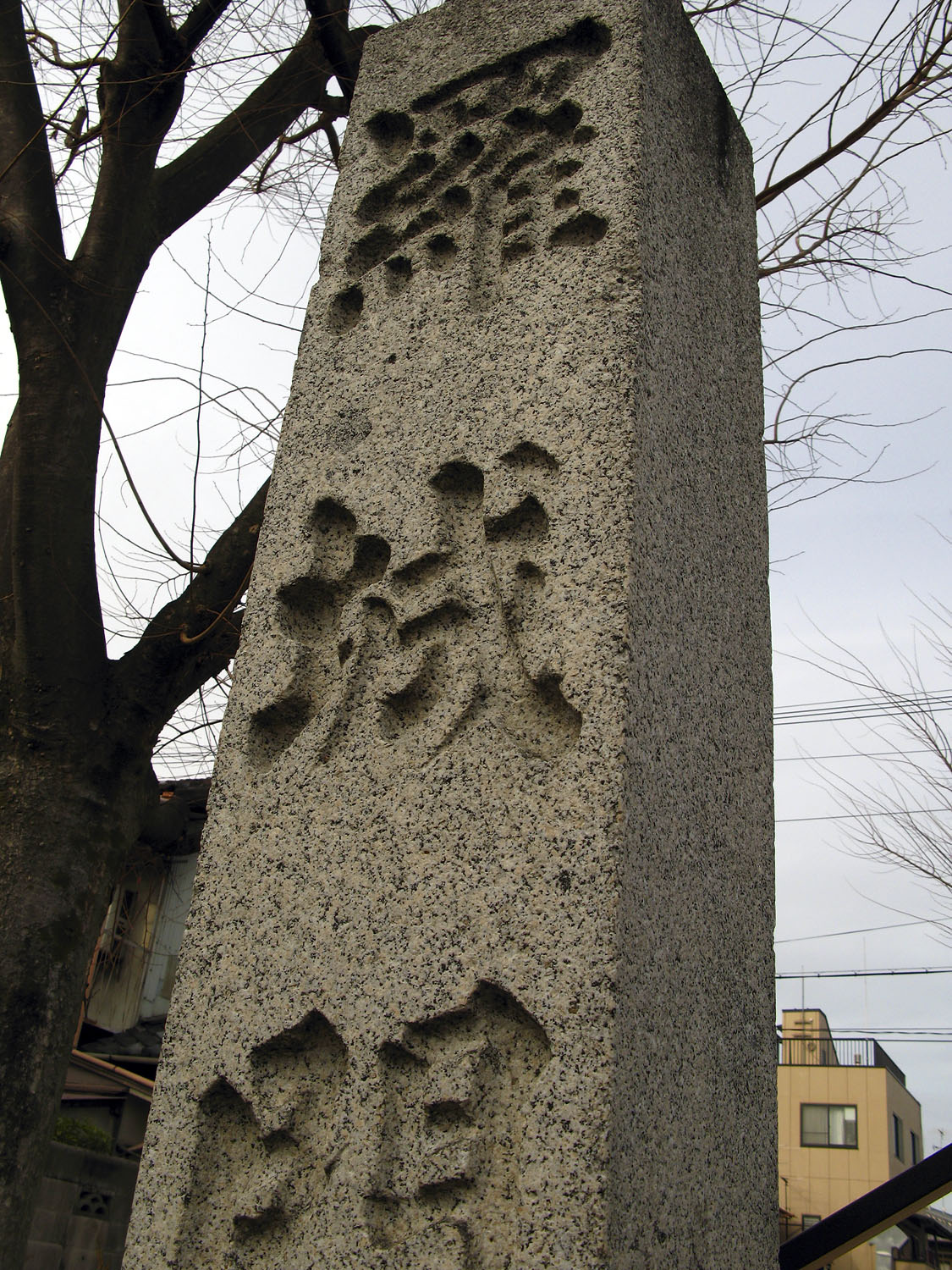
La stele commemorativa che segna il punto in cui sorgeva la porta Rasho, o Rajoumon o Rashomon, nella città di Kyoto

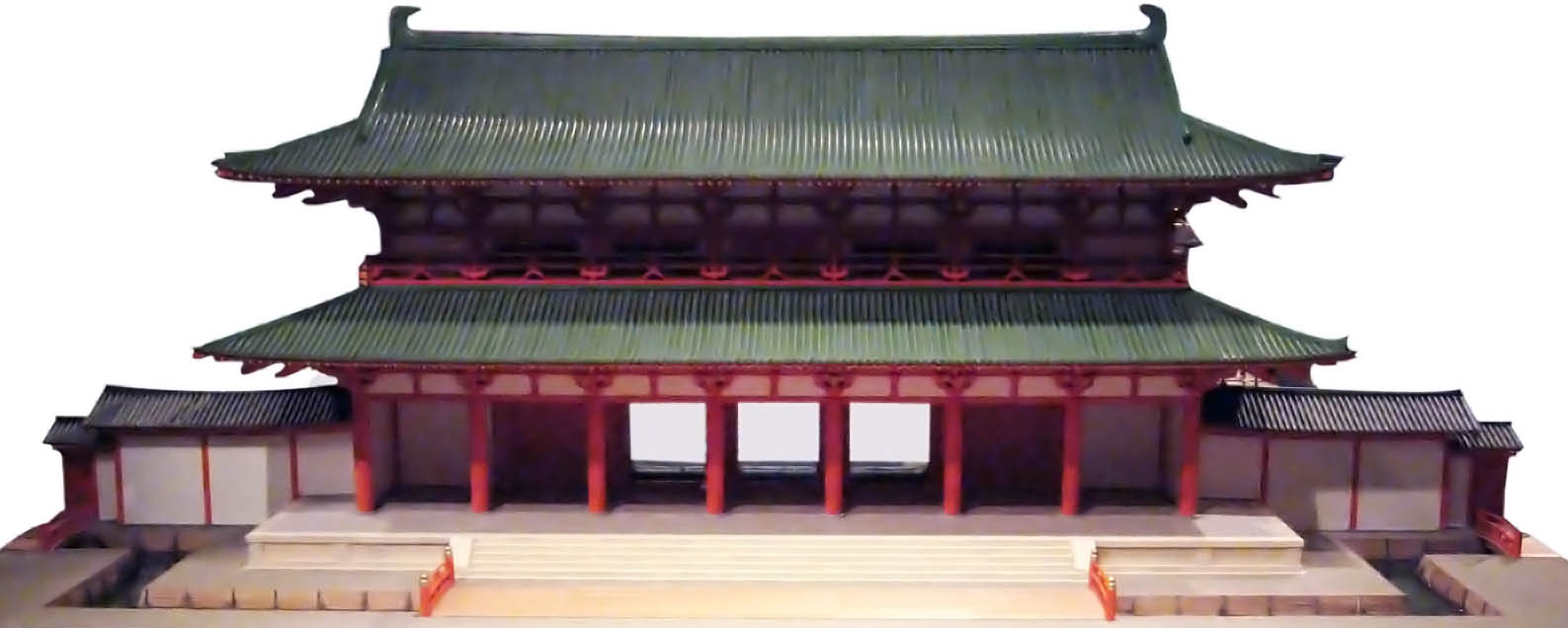
Ricostruzione del Rashomon in un modello in miniatura

Rashōmon (羅生門?) è un racconto breve di Ryūnosuke Akutagawa ispirato ai racconti del Konjaku Monogatarishū. La storia venne pubblicata la prima volta nel 1915, quando l'autore aveva ventitré anni, sulla rivista Teikoku Bungaku, fondata da studenti dell'Università imperiale di Tokyo.

## Il luogo: Rashomon
Il Rashomon (o Rajoumon) era la porta meridionale della città di Kyoto (allora chiamata Heian-kyō - 平安京, letteralmente "capitale della pace e della serenità") durante il Periodo Heian (794–1185), in cui il racconto di Akutagawa è ambientato. Dal XII secolo la costruzione iniziò ad andare in rovina per mancanza di manutenzione e divenne un luogo evitato, in quanto rifugio per ladri e malviventi. Iniziarono anche ad esservi deposti corpi privi di sepoltura e bambini indesiderati e, secondo alcune leggende, persino alcuni demoni vi avevano sede fissa.
Il Rashomon, nella narrazione di Akutagawa, ha un forte significato simbolico. Come i tre personaggi del racconto, è simbolo di rovina fisica e spirituale ma è anche e soprattutto il luogo del passaggio (e qui è forte il riferimento alla sua funzione originaria di porta della città): il passaggio che avviene è quello dalla vita alla morte (il cadavere della donna), dalla rettitudine al delitto (il servo e la vecchia) e persino una sorta di passaggio di espedienti di sopravvivenza (la donna morta truffava la gente al mercato e il suo corpo depredato dei capelli permette alla vecchia il sostentamento, come il kimono della vecchia, rubato dal servo, permetterà a quest'ultimo di sfamarsi).
Il nome della porta nel racconto, ma non la trama, è un riferimento anche alla rappresentazione di opera Nō intitolata Rashōmon (c. 1420).

## Trama
Il racconto narra l'incontro tra un servo e una vecchia nella diroccata Rashōmon, la porta meridionale della città di Kyoto, ormai in rovina.
Il racconto si apre con la descrizione della porta Rashou e della pioggia che svuota velocemente le strade. Il primo personaggio che viene mostrato è un servo di basso grado da poco licenziato, seduto sui gradini della Porta Rashou, mentre sta riflettendo sull'alternativa di morire di fame o di diventare un ladro per sopravvivere. La regione, infatti, è messa in ginocchio da una violenta carestia e le possibilità di sopravvivenza sono ormai ridotte al minimo. Mentre la pioggia si infittisce, l'uomo decide di entrare nella porta Rashou, appartandosi al secondo piano dove spesso vengono abbandonati cadaveri anonimi. Quando sale le scale del Rashoumon, però, l'uomo nota la luce di una lanterna, e uno strano personaggio (che in seguito identifica con una vecchia minuscola e rugosa) che sta rubando capelli dai cadaveri. L'uomo, disgustato e pieno di odio per questa azione immorale, batte violentemente l'anziana donna, e matura dentro di sé la decisione di non allontanarsi mai dalla strada della rettitudine, anche se ciò dovesse significare morire d'inedia.
Ma l'anziana signora gli spiega che il furto dei capelli è finalizzato alla creazione di parrucche, dalla cui vendita ella ricava sostentamento. In più, la donna al cui cadavere stava rubando la chioma prima dell'intervento del servo, quando era ancora in vita, truffava le persone vendendo carne di serpente tagliata in maniera tale da sembrare pesce. Aggiunge anzi, che molti soldati amavano talmente quel cibo da comprarne in gran quantità per mangiarlo col riso. Secondo la vecchia, il comportamento della donna non potrebbe essere definito riprovevole, dal momento che, in questo modo, essa era riuscita a sopravvivere. E lei stessa, a sua volta, ha il diritto di depredare i cadaveri se ciò comporta la sua stessa sopravvivenza. Il servo, che ormai ha esaurito la sua furia verso la vecchia, le risponde che nemmeno lei potrà biasimarlo, dunque, se le ruba le vesti, poiché anche per lui questo è l'unico modo per assicurarsi qualche altro giorno di vita. Quindi le strappa con violenza il kimono e fugge. La vecchia, rimasta nuda in mezzo ai cadaveri e rialzatasi a fatica dopo le percosse, esce dunque dalla porta Rashou dopo aver controllato attentamente che la strada sia deserta.

## Nella cultura di massa
- Il film di Akira Kurosawa del 1950, Rashomon, è ispirata solo nel nome e in alcune scene (come la sottrazione del kimono e la discussione sull'ambiguità morale del furto di sopravvivenza) dal racconto di Akutagawa. Il contenuto del film, infatti, è basato sul racconto Nel bosco (1922) di Akutagawa.
- Il libro compare nel film Ghost Dog - Il codice del Samurai di Jim Jarmusch.
- Il libro è stato fonte di ispirazione per la creazione di un brano instrumental rock omonimo composto dal chitarrista giapponese Takeshi Terauchi ed è stato originariamente interpretato dal gruppo Takeshi Terauchi & Blue Jeans nel loro album del 1972, Rashomon.[1]